# Castel Béranger

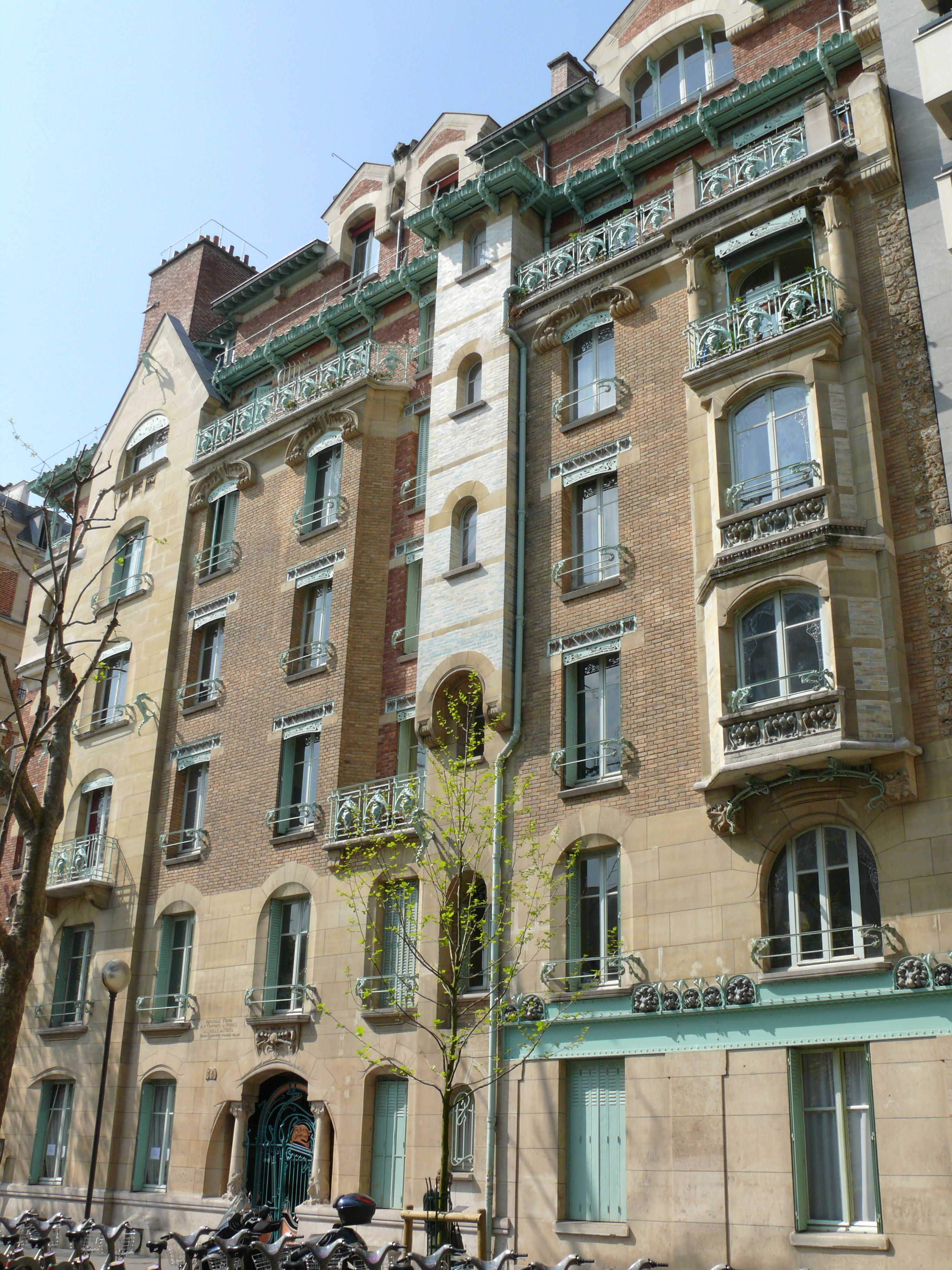
Foto da fachada Castel Béranger

Considerado o principal representante do movimento Art Nouveau na França, o Castel Béranger foi uma das primeiras obras de Hector Guimard e também a primeira obra representante do movimento construída fora da Bélgica. Com este edifício, Guimard obteve o prêmio de melhor fachada da cidade de Paris em 1898, num concurso realizado pelo jornal Le Figaro. Em 1983 foi protegido, desde a fachada voltada para a rua até seus ambientes internos, na condição de Monumento Histórico. Não há registros se atualmente seu interior é aberto ao público.
Para promover o Guimard Style, ele organizou uma exposição do edifício e do seu mobiliário no Salon du Figaro, em 1899, e simultaneamente a publicação de um livro L’Art dans L’habitation Moderne. Le Castel Beranger. Aliás, há aqui um aspecto característico do Art Nouveau: a composição não se limitava apenas ao elemento decorativo do edifício, estendia-se à concepção do seu mobiliário. Afinal, o Nouveau teve sua gênese nas artes aplicadas, os seus representantes eram acima de tudo artistas preocupados com os pormenores da composição, eram designers.
O Castel foi também um trabalho importante na transição da carreira de Guimard: concluída sua construção, ele recebeu entre 1898-1899 várias encomendas de mobiliário, que o fizeram enveredar-se para o ramo do design.
A proprietária do imóvel, a viúva Madame Fournier, pediu a Hector Guimard, ainda jovem e praticamente desconhecido, para construir um prédio de apartamentos (composto de 36 apartamentos). No Castel Beranger, as características rústicas das casas de campo de Guimard se fundem às características urbanas, como comentou Kenneth Frampton em seu livro Modern Architecture: “Mais mordaz que suas extravagantes casas de campo da virada do século e localizada no elegante subúrbio de Auteuil, o Castel Béranger deu uma excelente oportunidade para demonstrar as sutilezas sintéticas de seu estilo, em que referências urbanas e rústicas poderiam ser criteriosamente misturadas.”
O edifício é construído em pedra, em padrões diferentes (temos o tijolo vermelho, a pedra branca, e na entrada principal o arenito), gerando uma composição rica na variedade de cores em suas fachadas, evidenciando o tratamento decorativo conferido às mesmas.
Outro aspecto interessante é o uso do ferro aparente integrado decorativamente na fachada, aparecendo tanto nos balcões das sacadas, como nas guarnições das janelas, nas âncoras de encadeamento, e nos canos e calhas, todos em uma mesma cor que varia entre azul-verde.
A inspiração no mundo marinho aparece aqui representada pela figura do cavalo-marinho, também em ferro fundido. Outras figuras, bastante controversas, representadas nos detalhes dos balcões, por exemplo, levam a crer que o Castel Beranger tem alguma inspiração em motivos demoníacos: ele foi chamado de “casa dos diabos” pelos seus críticos mais fervorosos.
Um deles, Jean Rameau, escreveu em 1899 para o jornal Le gaulois:
```
       
“La proclamation des résultats du concours de façades en 1899 relance le débat sur le Castel Béranger.

Je me suis empressé d'aller porter mes hommages à la première lauréate  que les journaux signalaient à Auteuil,
dans la rue du bon La Fontaine, et ce petit voyage m'a enchanté. Elle est charmante la première lauréate. Elle est surtout d'une
originalité intense. D'abord, elle n'a pas de petits carreaux, ce qui est  déjà bien subversif. Puis, pour du style nouveau,
voilà certes du style nouveau. Il paraît que cette maison était déjà célèbre dans le pays.
Des Anglais passaient le détroit pour venir la voir. On l'appelle à Auteuil la Maison des Diables.
Ce nom est assez justifié ! Il y a, du rez-de-chaussée à la toiture, une folle ascension de figures grimaçantes,
de groupes fantastiques, où l'artiste voulut peut-être représenter des chimères, mais où le populaire voit surtout des démons,
et qui font se signer à vingt pas toutes les vieilles femmes de l'arrondissement. Il y a des diables aux portes,
des diables aux fenêtres, des diables aux soupiraux des caves, des diables aux balcons et aux vitraux,
et l'on m'assure qu'à l'intérieur,
les rampes d'escalier, les boutons de fourneaux, les clés des placards, tout, depuis le salon jusqu'à l'office,
est de la même diablerie.
Si Dieu ne protège plus la France, le diable du moins semble protéger Auteuil.
Parisiens dormez en paix.”
```

“É o chamado House at Devils Auteuil. Este nome é bem justificado! Lá, do piso térreo ao telhado, uma subida selvagem de figuras fazem caretas, grupos fantásticos, onde o artista talvez queria representar quimeras, mas onde o popular, principalmente, vê demônios, que assinará a vinte passos de todas as mulheres mais velhas do bairro.
Há demônios nas portas, demônios nas janelas, diabos na ventilação dos porões, diabos nos vitrais e varandas e parapeitos, e estou certo de que dentro os corrimãos, fogões, armários de chaves, tudo, desde o salão até o escritório, é da mesma diabrura. Se Deus não proteger a França, o diabo aparece para proteger pelo menos Auteuil. Parisienses dormir em paz.”
As linhas assimétricas e ondulantes, como o “movimento da ponta do chicote” estão presentes no portão da entrada principal, se propagam em direção ao vestíbulo, todo revestido em painéis de grés esmaltado, nos seus detalhes em ferro fundido de cor azul, e estão até mesmo nos vitrais, papéis de parede e arremates de piso e teto em seu interior.
As formas leves e orgânicas podem ser vistas na base e no capitel das colunas da entrada principal e até mesmo na maçaneta das portas: fugindo às colunas convencionais, são trabalhadas escultoricamente e dotadas de plasticidade e elegância únicas.
Até mesmo as escadas, desde o detalhe dos corrimãos ao detalhe do tapete são dotadas de influência Nouveau, representando a paixão pelo movimento em si.
Nesta edificação, Guimard aplicou os princípios defendidos pelo teórico e arquiteto Viollet-Le-Duc, conhecido pela restauração da Notre Dame de Paris durante o Neogótico: a rejeição do plano e da simetria. Naturalmente, a sociedade parisiense, apegada às tradições, não reagiu positivamente a esse edifício e a tantos outros que rejeitavam as formas simétricas. A assimetria está presente de forma mais clara na distribuição dos volumes e na disposição das janelas e portas. Em algumas delas faz-se o uso de bay-window, como mostra a, mas na maioria desenvolve-se com profusão as aberturas em arco, com fins meramente estéticos.
Outro aspecto que merece destaque é a preocupação espacial, através da tentativa de unir interior e mobiliário, e até mesmo a casa às edificações vizinhas e ao próprio jardim.